# Cary Grant
Archibald Alexander Leach (Bristol, 18. siječnja 1904. – Davenport, 29. studenog 1986.), poznatiji kao Cary Grant, američki filmski glumac.
U Engleskoj je bio član putujuće glumačke trupe, plesač i glumac u glazbenim komedijama. U Hollywoodu se javio početkom 30-ih godina 20. stoljeća tumačeći uloge različitog žanra. Godine 1970. nagrađen je specijalnim Oscarom za doprinos filmskoj umjetnosti. 
Nastupio je u oko 70 filmova. Najpoznatiji su:
- "Priča iz Philadelphije"
- "Sjever-sjeverozapad"
- "Drž'te lopova"
- "Majmunska posla"
- "Šarada"
- "Sumnja"
- "Ozloglašena"
- "Samo anđeli imaju krila"